# Olpidium brassicae
Espèce
Olpidium brassicae est une espèce de champignons  de la famille des Olpidiaceae. Cette famille avec des organismes présentant une phase flagellée était autrefois rattachée aux chytridiomycètes.
Olpidium virulentus, qui ne parasite pas les Crucifères, est probablement souvent confondu  avec Olpidium brassicae.

## Phytopathologie
Olpidium brassicae est un champignon phytopathogène qui affecte diverses cultures : tomates, tabac, choux, salade, etc.
En 1983, les cultures de trèfle (qui constitue une part importante de l'alimentation des chevaux) de la région d'Alsike dans l'Alberta ont été frappées par une épidémie cryptogamique due à Olpidium brassicae, sans précédent au Canada.
Ce champignon est également un vecteur de phytovirus du genre Necrovirus.
Chez le chou, il provoque une maladie appelée pied noir.
Chez le tabac, il provoque des fontes des semis.
Chez  la tomate, spécialement en culture hydroponique le champignon peut attaquer les racines . 
Chez la  laitue, il est vecteur de plusieurs virus.

## Synonymes
Selon Catalogue of Life (28 septembre 2014) :	
- Asterocystis radicis De Wild. 1893,
- Chytridium brassicae Woronin 1878,
- Olpidiaster radicis (De Wild.) Pascher 1917,
- Pleotrachelus brassicae (Woronin) Sahtiy. 1962.